# 30-та зенітна дивізія (Третій Рейх)
30-та зенітна дивізія (нім. 30. FlaK-Division) — зенітна дивізія Вермахту, що діяла протягом Другої світової війни у складі Повітряних сил Третього Рейху.

## Історія з'єднання
У лютому 1945 року було створено 30-ту зенітну дивізію на основі 5-ї зенітної бригади (E.Tr.), штаб дивізії (E.Tr.) розмістився в Берліні-Ланквіц. Суфікс E.Tr. (для охорони залізничного транспорту) було збережено завдяки історії попередньо створеного підрозділу. Дивізія відповідала за всі залізничні зенітні частини й виконувала функції охорони транспортних перевезень залізницею.
До кінця війни з'єднання підпорядковувалося командуванню повітряного флоту «Рейх».
8 травня 1945 року штаб і частково підрозділи, що перебували у Верхній Баварії потрапили в американський полон.

## Райони бойових дій
- Німеччина (лютий — травень 1945)

## Командування

### Командири
- оберст Егон Бар (лютий — травень 1945)

### Підпорядкованість
| Час       | Корпус | Командування/Флот      | Штаб           |
| --------- | ------ | ---------------------- | -------------- |
| 1945      |        |                        |                |
| 3 квітня  | —      | Повітряний флот «Рейх» | Берлін         |
| 26 квітня | —      | 6-й повітряний флот    | Верхня Баварія |

### Склад
| лютий 1945          |
| ------------------- |
| 50-й зенітний полк  |
| 71-й зенітний полк  |
| 97-й зенітний полк  |
| 112-й зенітний полк |
| 122-й зенітний полк |
| 159-й зенітний полк |